# Тешад
Тешад (рум. Tășad) — село у повіті Біхор в Румунії. Входить до складу комуни Дреджешть.
Село розташоване на відстані 415 км на північний захід від Бухареста, 21 км на південний схід від Ораді, 113 км на захід від Клуж-Напоки, 147 км на північний схід від Тімішоари.

## Населення
За даними перепису населення 2002 року у селі проживали 1333 особи.
Національний склад населення села:
| Національність | Кількість осіб | Відсоток |
| -------------- | -------------- | -------- |
| румуни         | 767            | 57,5%    |
| цигани         | 561            | 42,1%    |

Рідною мовою назвали:
| Мова      | Кількість осіб | Відсоток |
| --------- | -------------- | -------- |
| румунська | 776            | 58,2%    |
| циганська | 556            | 41,7%    |